# Палауский диалект английского языка
Пала́уский диалект английского языка — формирующийся на Палау диалект английского языка. Он возникает с 1962 года, после прибытия в Палау американских и филиппинских мигрантов. Палауский диалект имеет много общего с филиппинским английским в части фонологии, морфологии и синтаксиса, также в нём много заимствований из палауского, японского и тагальского языков.

## Социолингвистическая ситуация
С 1885 по 1994 год Палау находилось под колониальным владением: сперва испанским, затем германским, японским, и, наконец, американским, что оставило след на лингвистическом ландшафте страны. Во время испанского и немецкого периодов на Палау не переезжали поселенцы-колонисты, говорившие на соответствующих языках; крупная миграция японцев-рабочих прошла в 1935—1941 годах, в результате чего появился палауский диалект японского языка, а первая волна англоязычных переселенцев прибыла на Палау в 1945 году из США.
До 1962 года образование на английском было на Палау редкостью; местные учителя в основном получили японское образование и воспроизводили его особенности, такие как двухлетние профессиональные училища и уроки морали. К 1946 году местные жители построили девять новых школ, ожидая изменения образовательной системы, но у них не было ни учебников английского, ни учителей, знавших английский язык. В 1962—1980 годах США увеличили затраты на Палау, включая образование, после чего обучение было приведено к американскому стандарту, а в страну приехало несколько сотен американских учителей-добровольцев, миротворцы и филиппинцы-рабочие.
По состоянию на 2018 год социолингвистически на Палау превалирует англо-палауская диглоссия, где палауский язык занимает позицию менее престижного языка, а некоторые пожилые люди являются японо-палауанскими билингвами. Хотя английский занял место японского как престижного языка около 1944 года, владение японским среди молодёжи растёт из-за большого количества японских туристов. Английский медленно замещает палауанский, выступая «языком-убийцей».

## История диалекта
Сперва американские мигранты не общались с местными жителями; их дети ходили в собственные школы с американскими учителями и обилием учебных материалов на английском языке. Местные имели лишь ограниченные контакты с американцами по работе, а единственным исключением были элиты страны, которые получили английское образование на Гуаме или Чууке. Филиппинцы же обычно работали на дому у палаусцев с проживанием, либо оседали на Палау в качестве работающих профессионалов, в частности, учителей, из-за чего у них было много контактов с местным населением. Американская администрация намеренно обучала английскому людей из высшего класса, чтобы усилить их позиции в обществе. Палауский диалект английского возник после 1962 года.

## Фонологические особенности
Фонология палауского диалекта близка американскому английскому. Также у него есть много общего с филиппинским английским.

### Согласные
- /p, t, k/ почти никогда не имеют придыхания; /t/ может произноситься как одноударный [ɾ] или как гортанная смычка[13].
- /b, d, g/ часто оглушаются во всех позициях; как /t/, так и /d/ могут исчезать в позициях кроме конечной в слове, а также в окончании прошедшего времени -ed[14].
- Межзубные согласные /θ/ и /ð/ часто произносятся как [t̪] и [d̪][14].
- /z/ почти всегда оглушается, превращаясь в [s][14].
- /ʃ/ обычно реализуется как [s]; /ʧ/ — как [ts], /ʤ/ — как [ts] или [s][14].
- Палауский английский — полуротический[англ.][14].
- /l/ относительно слабо веляризирован, если ему не предшествует гласный звук[15].
- сочетание переднеязычного согласного или /m/ с /u/ произносится как [согласный] + [u] (mute [mut]), но сочетание орального губного согласного, заднеязычного или /h/ с /u/ сохраняет палатальный плавный согласный: hue [hju][15].

### Гласные
Гласные KIT (/ɪ/ в американском английском) и FLEECE (/i/) в значительной мере совпадают, так как они близки по долготе. Конкретные детали реализации фонем /a/ и /ɜr/ не изучены из-за большой вариативности между говорящими и у каждого из них в отдельности. Сдвига GOOSE (/u/) и GOAT (/oʊ/) вперёд не выявлено. Гласные NEAR (/ɪr/) и SQUARE (/ɛr/) стали монофтонгами.

### Просодия и ударение
Зияние обычно исправляется вставкой гортанной смычки, но если оно начинается с верхнего гласного переднего ряда, то его может исправить вставка [j] (very angry [veɾijaŋɡɾi]), а если с верхнего гласного заднего ряда — то [w] (go away [ɡowawei]). Соединительный и интрузивный R из-за этого очень редки.
Ударение часто отличается от других английских диалектов: open [oˈpen], forget [ˈfoɾɡet]. Безударные гласные не подвергаются сильной редукции, в том числе в служебных словах, например, my, to, the и of, которые также могут создавать зияние, которое затем исправляется вставкой согласных: the age произносится [ðəʔe:ʤ], ср. с британским нормативным [ðieɪʤ].

## Морфосинтаксис

### Глагольный
Глаголы в третьем лице часто имеют нулевое маркирование: he have, she always complain. Экзистенциальные фразы с подлежащим в множественном числе часто имеют сказуемое в единственном: there is the veterans, it’s a lot of rivers over here. Слова типа everyone и everybody имеют множественное число: everyone are behaved.
Простое прошедшее время и причастие прошедшего времени используются аналогично американскому диалекту, но они образуются иначе: обычно глагол стоит в форме настоящего времени, а информация о времени передаётся лексически: they already break up, when they were young, I need someone to help me.
В конструкциях с глаголом do часто используется причастие прошедшего времени: we did saw it.
Двойное отрицание встречается очень редко.
Выбор глагольных предлогов и валентности глаголов часто не совпадает с большинством английских диалектов: I get really pissed off her; he wanted to go Guam.

### Существительных
Образование множественного числа существительных широко варьируется; часто встречается нулевое маркирование, особенно после слов, которые лексически или морфологически передают значение множественности (two hot tea); некоторые существительные, использующиеся в других диалектах как множественные, в палауанском имеют единственное число (You want sunglass, I’ll buy you one), а неисчисляемые в других диалектах существительные могут получать суффикс множественного числа (fishing gears). Слово much часто используется с исчисляемыми существительными, а неопределённый артикль a — с существительными во множественном числе (she cannot have a children).

### Прочее
Палауанский опускает местоимения чаще большинства других диалектов: that’s her… want to be perfect… want to do everything just right.
При сравнении двух вариантов говорящие на палауанском часто используют двойное маркирование: прилагательное получает как сравнительный или превосходный суффикс, так и наречие: they know more better.
Вопросы могут образовываться без wh-передвижения: where our governor is hiding?
Использование артиклей отличается от английских диалектов «внутреннего круга» (сформировавшихся до XIX века): I saw my mother sitting on the bench outside with the blood on the dress, I don’t want my candidate to lose election. Палауская стратегия исправления зияний не требует использования алломорфов артиклей, таких как an: he’s a old man.

## Лексика
В палауском английском много заимствований из палауского языка (ollei, частица, означающая эмоциональное выделение и восклицательный тон), тагальского и японского (komeng, «простите», заимствовано из японского «гомэн»), включая использование переводов культурных заимствований: слово a custom означает социальное обязательство помочь членам сообщества; оно было заимствовано из японского сюкан (яп. 習慣 сю:кан) в палауанский (siukang), а затем переведено на английский.